# Vrhe, Celje
Vŕhe so naselje ob vzhodnem delu Celja.
Vrhe se nahajajo v bližini koncentracijskega taborišča na Teharjah. So tudi del Teharj. Na Teharjah se nahajati dve zelo bogati in lepi cerkvi. Prva se imenuje cerkev Sv. Ane, druga pa cerkev Sv. Martina. Včasih je bila tudi cerkev Sv. Štefana, vendar je sedaj ni več. Na njenem mestu se zdaj nahaja križišče ki vodi proti Celju.

## Prebivalstvo
Etnična sestava 1991:
- Slovenci: 222 (99,6 %)
- Neznano: 1